# Tríacastela
Tríacastela är en ort i Spanien.   Den ligger i provinsen Provincia de Lugo och regionen Galicien, i den nordvästra delen av landet, 400 km nordväst om huvudstaden Madrid. Tríacastela ligger 665 meter över havet och antalet invånare är 826.
Terrängen runt Tríacastela är kuperad. Runt Tríacastela är det glesbefolkat, med 13 invånare per kvadratkilometer. Närmaste större samhälle är Sarria, 14,4 km väster om Tríacastela. Omgivningarna runt Tríacastela är en mosaik av jordbruksmark och naturlig växtlighet.